# Municipio de Gibson (Indiana)
El municipio de Gibson (en inglés: Gibson Township) es un municipio ubicado en el condado de Washington en el estado estadounidense de Indiana. En el año 2010 tenía una población de 1176 habitantes y una densidad poblacional de 8,88 personas por km².

## Geografía
El municipio de Gibson se encuentra ubicado en las coordenadas 38°41′42″N 85°58′26″O / 38.69500, -85.97389. Según la Oficina del Censo de los Estados Unidos, el municipio tiene una superficie total de 132.44 km², de la cual 132,02 km² corresponden a tierra firme y (0,31 %) 0,42 km² es agua.

## Demografía
Según el censo de 2010, había 1176 personas residiendo en el municipio de Gibson. La densidad de población era de 8,88 hab./km². De los 1176 habitantes, el municipio de Gibson estaba compuesto por el 98,81 % blancos, el 0,09 % eran amerindios y el 1,11 % eran de una mezcla de razas. Del total de la población el 0,6 % eran hispanos o latinos de cualquier raza.